# Instrumentální rock
Instrumentální rock je podžánr hudebního stylu rock, ve kterém je kladen důraz zejména na použití hudebních nástrojů a zpěv zde není používán vůbec.

## Interpreti
- Liquid Tension Experiment
- Jaco Pastorius
- Joe Satriani
- Steve Vai
- Weather Report
- Slow Tension
- Booker T & The MGs
- The 440 Alliance
- Apocalyptica
- The Shadows
- V 7